# Carballeda de Avia (kommunhuvudort)
Carballeda de Avia är en kommunhuvudort i Spanien.   Den ligger i provinsen Provincia de Ourense och regionen Galicien, i den nordvästra delen av landet, 400 km nordväst om huvudstaden Madrid. Carballeda de Avia ligger 261 meter över havet och antalet invånare är 1 603.
Terrängen runt Carballeda de Avia är kuperad. Runt Carballeda de Avia är det ganska glesbefolkat, med 38 invånare per kvadratkilometer. Närmaste större samhälle är Ribadavia, 4,1 km söder om Carballeda de Avia. I omgivningarna runt Carballeda de Avia växer i huvudsak blandskog.